# Centre des sciences de la vie Espoo
Le centre des sciences de la vie (anglais : Life Science Center, sigle LSC) est un groupe de cinq tours construites dans la section Keilaniemi du quartier Otaniemi de la ville d'Espoo en Finlande .

## Présentation
Le centre des sciences de la vie est un centre d'affaires de cinq tours situé à Keilaniemi, à environ 8 kilomètres d'Helsinki et à proximité du littoral du golfe de Finlande.
Le groupe d'immeubles de bureaux a été construit par Hartela (fi) entre 2003 et 2008.
Le centre des sciences de la vie abrite des entreprises de différentes tailles et de différentes secteur dont l'industrie pharmaceutique, les technologies de l'information ou la biotechnologie.
En mars 2023, le centre ouvrira l'extension de 8 000 mètres carrés consrruite juste à côté des locaux actuels.
Un total de 40 entreprises des sciences et technologies de la vie et 1 700 experts travailleront au LSC.

## Accès
Le centre des sciences de la vie est accessible par la route Karhunsaarentie, la rocade 1 et la Länsiväylä.
Le site du bureau est situé le long de la ligne M1 du métro ouest, à proximité immédiate de la station Keilaniemi.
La ligne Jokeri améliorera les liaisons à partir de 2024.

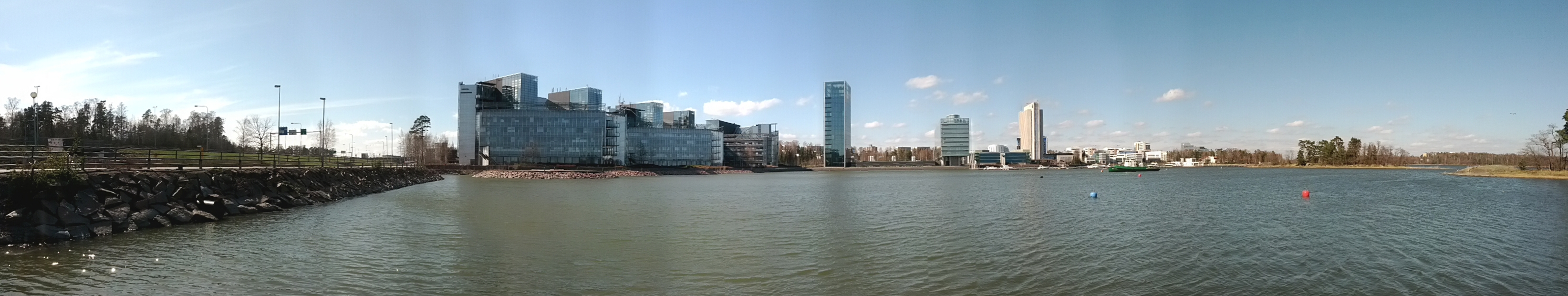
Keilaniemi vu de la jetée de Keilalahdentie en direction nord-nord-ouest. De gauche à droite : Quai de Keilalahdentie avec la Länsiväylä, en arrière-plan, complexe siège de Nokia, siège de Kone, bâtiments résidentiels d'Otsonlahti derrière les arbres, siège d'Elisa, siège de Fortum nouvelle partie (verre/acier), siège de Fortum HQ Raadenhammas (béton), le Centre des sciences de la vie (en blanc) avec les jetées de Keilasatama et un bateau vert au premier plan, le sommet du nouveau siège de Neste visible derrière les arbres, les îles Stora Fröken et Lilla Fröken.